# جامعة لاكويلا
جامعة لاكويلا (بالإيطالية: Università degli Studi dell'Aquila)‏ هي جامعة تقع في مدينة لاكويلا بوسط إيطاليا. تأسست الجامعة في عام 1964 (يبدأ تاريخها في عام 1596) وتقسم إلى تسع كليات. تقدم الجامعة طابعًا علميًا وتقنيًا مع مجموعات بحثية عديدة. تحتل كلياتها مكانة عالية بين الجامعات الإيطالية. تشتهر بمدارس الهندسة والطب وعلم النفس والعلوم.